# Roberto Andolfato
Roberto Andolfato (Crespano Veneto, 12 agosto 1841 – Crespano Veneto, 16 gennaio 1915) è stato un politico italiano.

## Biografia
Avvocato, fu sindaco di Crespano Veneto. Nel 1882 venne eletto Deputato del Regno d'Italia nella Sinistra storica, confermò poi il proprio seggio per altre tre legislature, rimanendo in carica fino al 1895.
Morì il 16 gennaio 1915 all'età di 73 anni.